# Vláda Maria Montiho
Vláda Maria Montiho byl od 16. listopadu 2011 do 28. dubna 2013 vládou Italské republiky. Jednal se o úřednický kabinet, jehož členy byli výhradně bezpartijní ministři. Sestavením vlády byl pověřen bývalý evropský komisař Mario Monti, poté co předchozí předseda vlády Silvio Berlusconi podal 12. listopadu demisi.

## Složení vlády

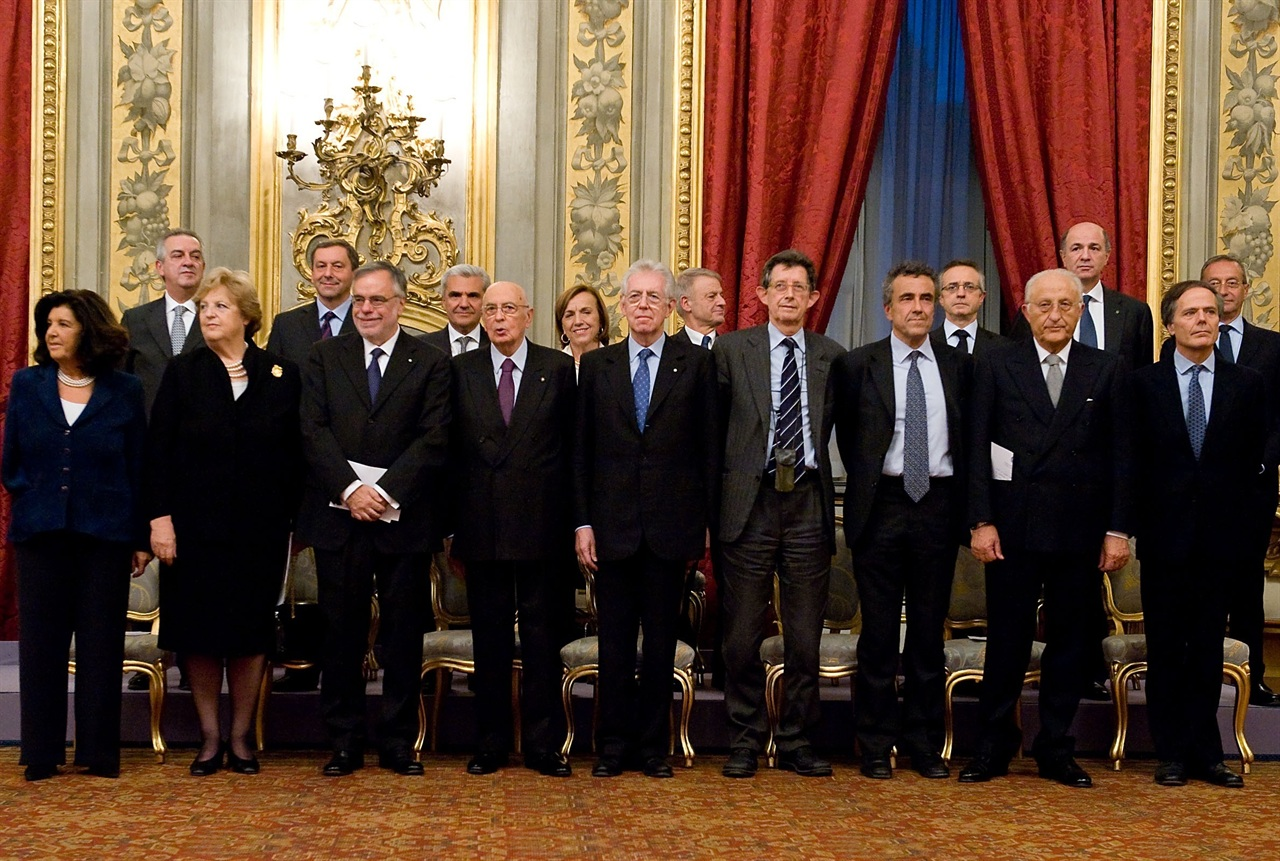
Členové vlády v den jmenování

| Portfej                                                         | Ministr                    | Strana | Strana | Nástup do úřadu    | Odchod z úřadu    |
| --------------------------------------------------------------- | -------------------------- | ------ | ------ | ------------------ | ----------------- |
| Předseda rady ministrů                                          | Mario Monti                |        | bezp.  | 16. listopadu 2011 | 28. dubna 2013    |
| Ministr zahraničních věcí                                       | Giulio Terzi di Sant’Agata |        | bezp.  | 16. listopadu 2011 | 26. března 2013   |
| Ministr zahraničních věcí                                       | Mario Monti (prozatímní)   |        | bezp.  | 26. března 2013    | 28. dubna 2013    |
| Ministryně vnitra                                               | Anna Maria Cancellieriová  |        | bezp.  | 16. listopadu 2011 | 28. dubna 2013    |
| Ministryně spravedlnosti                                        | Paola Severinová           |        | bezp.  | 16. listopadu 2011 | 28. dubna 2013    |
| Ministr hospodářství a financí                                  | Mario Monti (prozatímní)   |        | bezp.  | 16. listopadu 2011 | 11. července 2012 |
| Ministr hospodářství a financí                                  | Vittorio Grilli            |        | bezp.  | 11. července 2012  | 28. dubna 2013    |
| Ministr obrany                                                  | Giampaolo Di Paola         |        | bezp.  | 16. listopadu 2011 | 28. dubna 2013    |
| Ministryně práce, sociálních věcí a rovnoprávnosti              | Elsa Fornerová             |        | bezp.  | 16. listopadu 2011 | 28. dubna 2013    |
| Ministr zdravotnictví                                           | Renato Balduzzi            |        | bezp.  | 16. listopadu 2011 | 28. dubna 2013    |
| Ministr infrastruktury a dopravy a ministr ekonomického rozvoje | Corrado Passera            |        | bezp.  | 16. listopadu 2011 | 28. dubna 2013    |
| Ministr školství, vysokých škol a výzkumu                       | Francesco Profumo          |        | bezp.  | 16. listopadu 2011 | 28. dubna 2013    |
| Ministr životního prostředí a územního plánování                | Corrado Clini              |        | bezp.  | 16. listopadu 2011 | 28. dubna 2013    |
| Ministr zemědělství, výživy a lesnictví                         | Mario Catania              |        | bezp.  | 16. listopadu 2011 | 28. dubna 2013    |
| Ministr kultury a kulturního dědictví                           | Lorenzo Ornaghi            |        | bezp.  | 16. listopadu 2011 | 28. dubna 2013    |
| Úřad                                                            | Ministr bez portfeje       | Strana | Strana | Nástup do úřadu    | Odchod z úřadu    |
| Ministr pro evropské záležitosti                                | Enzo Moavero Milanesi      |        | bezp.  | 16. listopadu 2011 | 28. dubna 2013    |
| Ministr pro parlamentní vztahy                                  | Pietro Giarda              |        | bezp.  | 16. listopadu 2011 | 28. dubna 2013    |
| Ministr pro regionální příležitosti                             | Fabrizio Barca             |        | bezp.  | 16. listopadu 2011 | 28. dubna 2013    |
| Ministr pro společnou národní a mezinárodní pomoc               | Andrea Riccardi            |        | bezp.  | 16. listopadu 2011 | 28. dubna 2013    |
| Ministr turistiky a sportu                                      | Piero Gnudi                |        | bezp.  | 16. listopadu 2011 | 28. dubna 2013    |
| Ministr pro správní reformy                                     | Filippo Patroni Griffi     |        | bezp.  | 16. listopadu 2011 | 28. dubna 2013    |